# Porsche Cayenne
Porsche Cayenne är en SUV, tillverkad i tre generationer av den tyska biltillverkaren Porsche sedan 2002. 

## Porsche Cayenne I (2002-10)
Se vidare under huvudartikeln Porsche 955 Cayenne.

## Porsche Cayenne II (2010-17)
Se vidare under huvudartikeln Porsche 958 Cayenne.

## Porsche Cayenne III (2017- )
Se vidare under huvudartikeln Porsche Cayenne PO536.

## Bilder

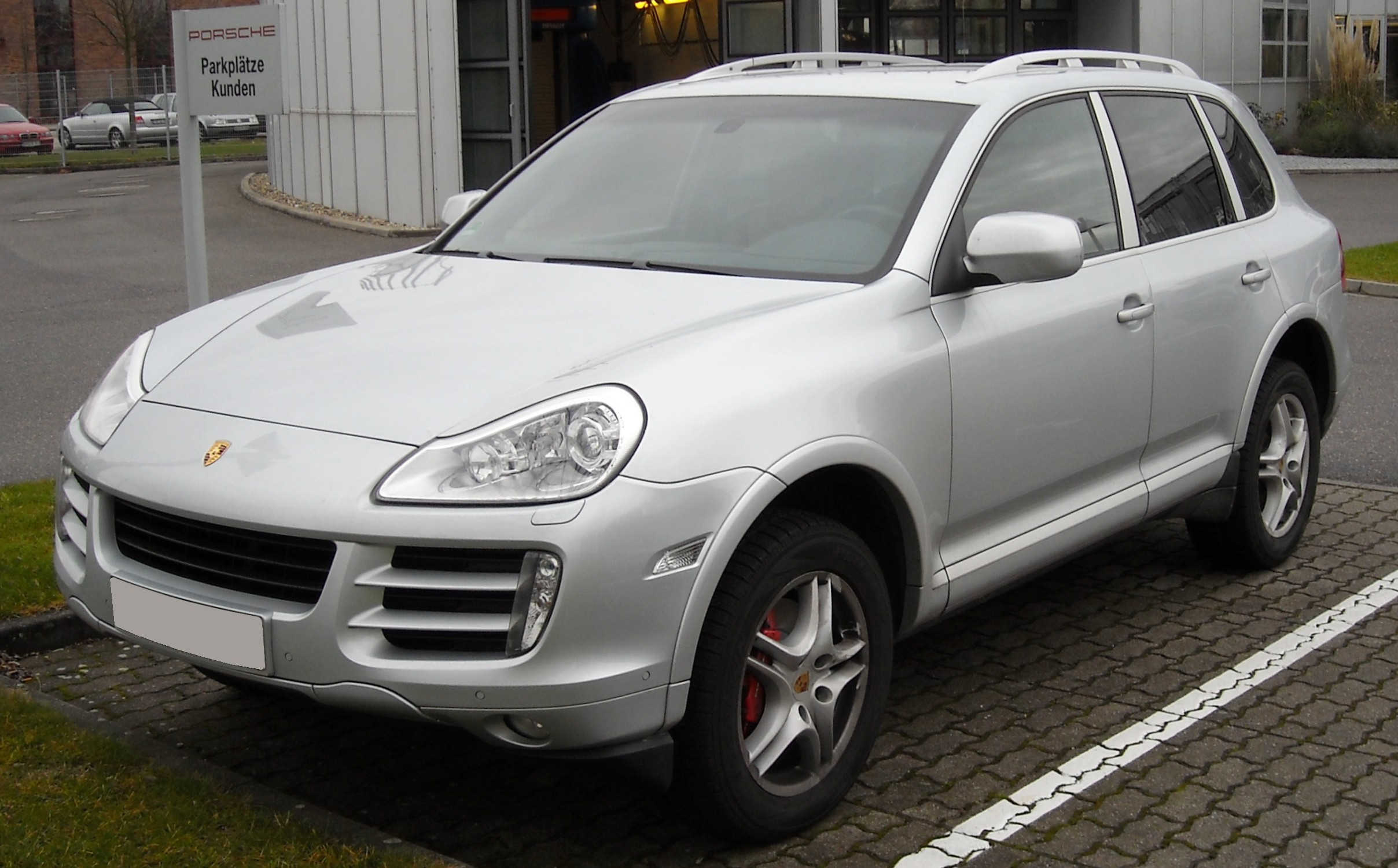
Porsche Cayenne I
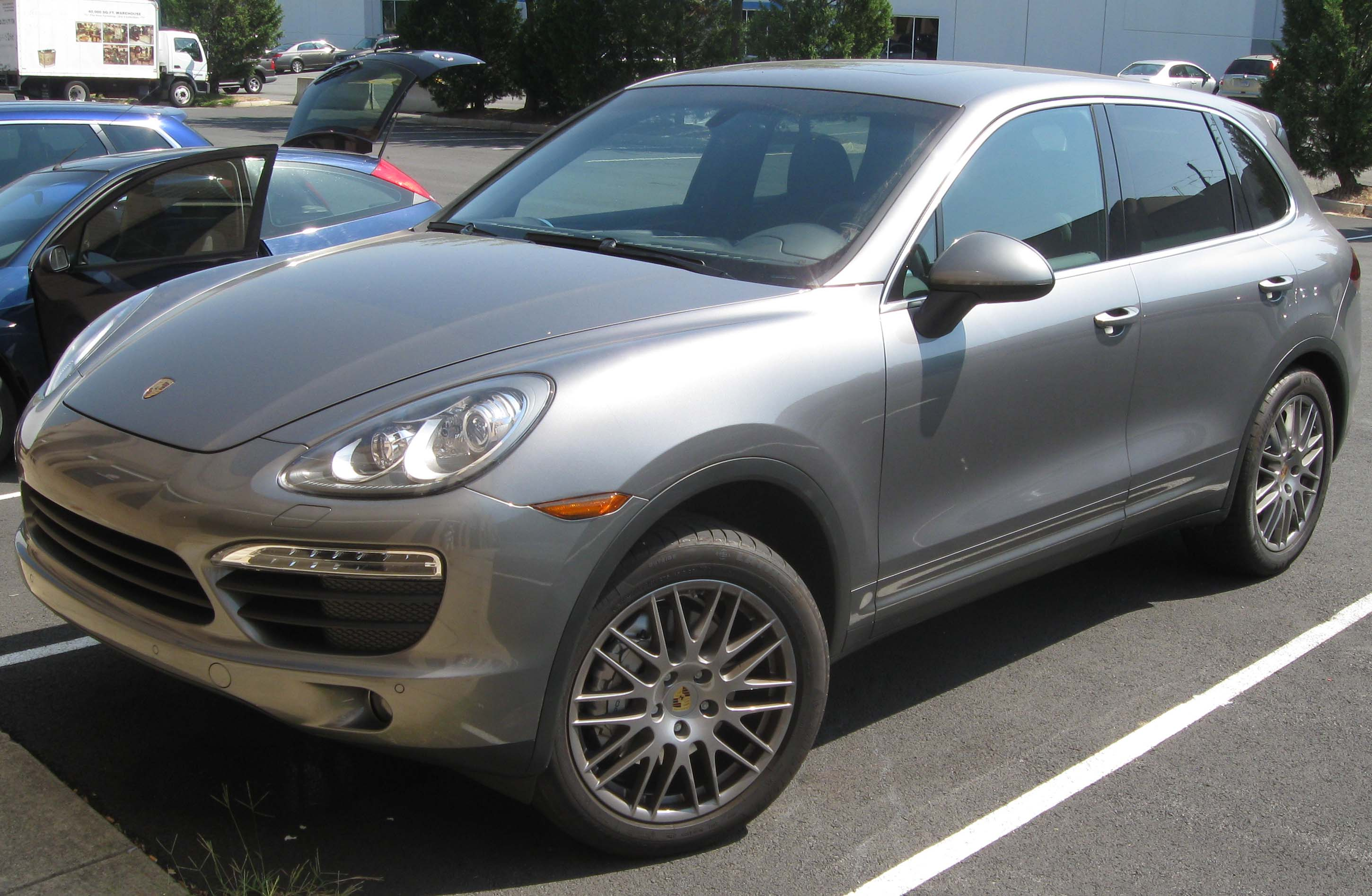
Porsche Cayenne II
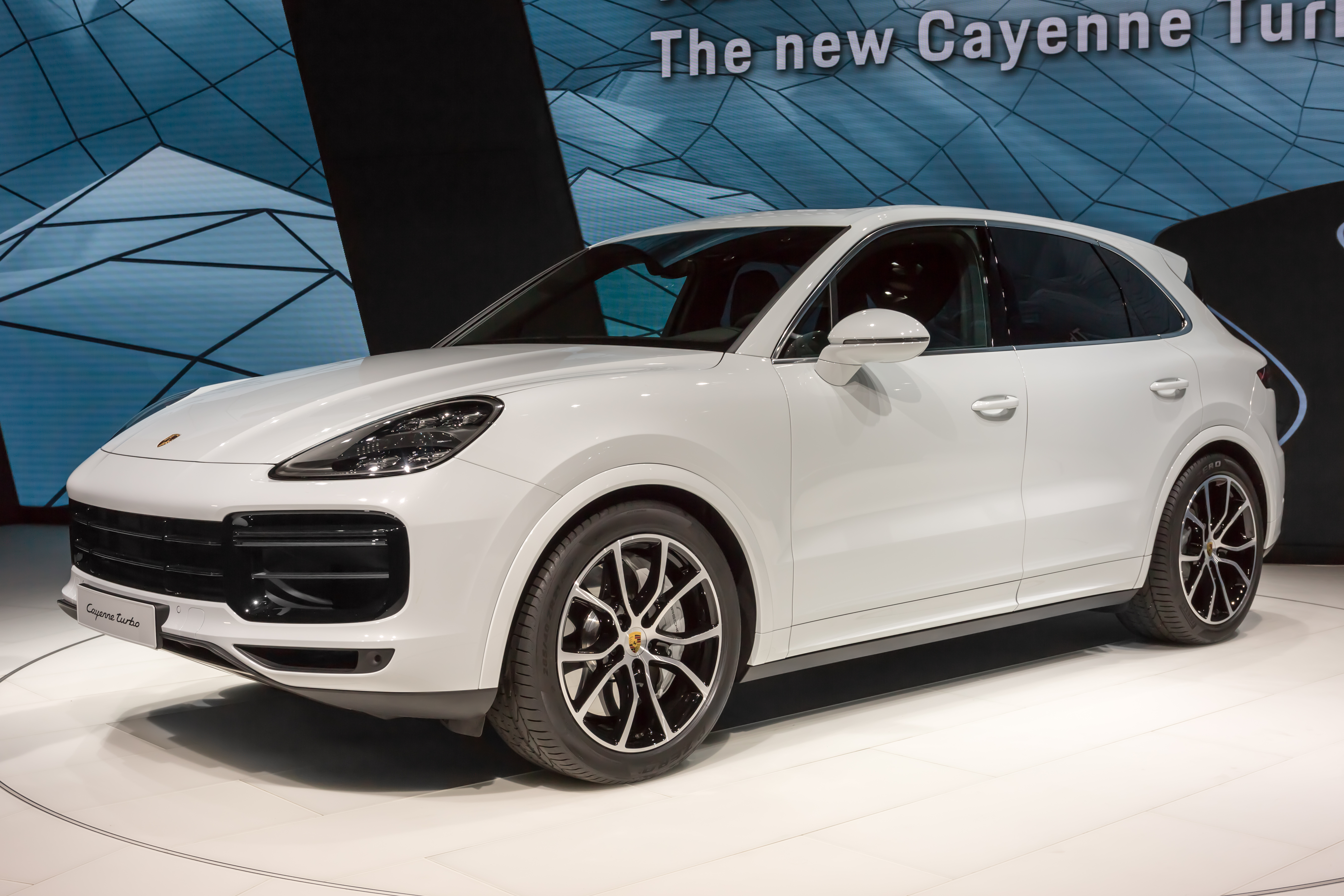
Porsche Cayenne III